# 新疆平直蚤
新疆平直蚤（学名：Pleuroxus sinkiangensis）为盘肠蚤科平直蚤属的动物。在中国大陆，分布于新疆等地，常栖息于河边水草丛中。
种加名 sinkiangensis 意为“新疆的”。